# قورباغه‌ها (فیلم)
قورباغه‌ها (انگلیسی: Frogs) فیلمی در ژانر ترسناک است که در سال ۱۹۷۲ منتشر شد. از بازیگران آن می‌توان به ری میلند، سام الیوت، جوآن ون آرک و مای مرسر اشاره کرد.